# Стрмац (Рогатица)
Стрмац је насељено мјесто у општини Рогатица, Република Српска, БиХ. Према попису становништва из 1991. у насељу је живио 151 становник.

## Становништво
| Демографија | Демографија | Демографија |
| Година      | Становника  | Становника  |
| ----------- | ----------- | ----------- |
| 1971.       | 213         |             |
| 1981.       | 186         |             |
| 1991.       | 151         |             |